# Ernest Dickerson
Ernest Roscoe Dickerson (Newark, 25 de junio de 1951) es un cineasta, guionista y director de televisión estadounidense, reconocido por dirigir las películas Juice, Demon Knight, Bulletproof, Bones y Never Die Alone. También ha dirigido episodios de destacadas series de televisión como Once Upon a Time, The Wire, Dexter y The Walking Dead. Fue compañero de clase de Spike Lee y participó como cinematógrafo en algunos de sus primeros proyectos cinematográficos.

## Filmografía

### Como director
| Año  | Título             | Notas            |
| ---- | ------------------ | ---------------- |
| 2017 | Double Play        |                  |
| 2004 | Never Die Alone    |                  |
| 2003 | Good Fences        |                  |
| 2001 | Bones              |                  |
| 1998 | Blind Faith        |                  |
| 1998 | Ambushed           |                  |
| 1996 | Bulletproof        |                  |
| 1995 | Demon Knight       |                  |
| 1994 | Surviving the Game |                  |
| 1992 | Juice              | También escritor |